# 아라오역 (기후현)
아라오역(일본어: 荒尾駅)은 일본 기후현 오가키시에 있는, 도카이 여객철도 도카이도 본선 미노아카사카 지선의 역이다.
이 역 종착의 승차권 상에는 (히가시)아라오라고 표시가 되어있다. 이것은, 구마모토현 아라오시에 있는 규슈 여객철도 가고시마 본선의 아라오역과 구별하기 위해서이다.

## 역 구조
단선 승강장 1면 1선을 가지는 지상역. 오가키 역 관리의 무인역이다(도카이도 선 내의 무인역은, 이 역 이외의 옆의 미노아카사카역과 네부카와역만). 역사는 없고, 승강장은 맞이방이 설치되어 있다. TOICA 이용 대상 역으로부터는 떨어져 있어, 특히 개량될 예정도 아니다. 승차권 자동 발매기 · 경사도 설치되어 있지 않다. 다만, 원맨 운전은 행하고 있지 않기 때문에, 이 역으로 전동차가 도착하면, 차장이 표를 발권 · 매수한다.

## 이용 현황
통근객은 기후 · 나고야 방면이 많아, 예전이 시즈오카 행이 정차하고 있다.
1970년경에는, 상행 7시대의 전동차는 아라오 역으로 대개 만석이었다. 예전에는 오가키 시 서부, 당시의 후와군 아카사카 정 근처의 중요한 발이었지만, 차의 보급과 함께 미노아카사카 지선의 이용은 적지 않았다.

## 역 주변
버스 정류소로서 약 100m 떨어진 지점에 미쿠비진자마에 정류소가 있지만, 오가키역으로 가려면 전동차를 이용하는 편이 훨씬 빠르다. 주변의 주택 경관은 쇼와 30년대부터 그다지 변화하고 있지 않지만, 역 남쪽에는 도카이 환상선 오가키 나들목이 건설 중이며, 전원 지대의 인상은 얕아지고 있다.
- 미쿠비 신사
- 국도 제21호선

## 역사
- 1930년 12월 1일 : 도카이도 본선의 미나미아라오 신호장 - 미노아카사카 역의 사이에 신설개업. 여객 영업만.
- 1987년 4월 1일 : 일본국유철도 분할 민영화에 의해, 도카이 여객철도의 역이 된다.
- 2011년 10월 : 원맨 운전 대응 때문에 거울, 승차 지표등이 설치되었다.

## 인접 역
| 도카이 여객철도 도카이도 본선 | 도카이 여객철도 도카이도 본선     | 도카이 여객철도 도카이도 본선  |
| ----------------------------- | --------------------------------- | ------------------------------ |
| 오가키 오가키 방면            | ■ 도카이도 본선 미노아카사카 지선 | 미노아카사카 미노아카사카 방면 |